# 폴커 비커
폴커 비커(Volker Wieker, 1954년 3월 1일 ~ )는 독일의 군인이다. 현임 연방방위군 장군총감이며 독일 연방방위군에 존재하는 유일한 대장이다. 독일 연방방위군의 가장 높은 계급의 장교인 그는 정부의 군사 자문관이자 모든 작전에 대한 책임권을 가진 장군이다. 포병 장교로 훈련을 받은 이후 비커 장군은 1996년 이후의 모든 독일 연방방위군 해외 파견 임무에 참여했다. 그가 참여한 전쟁에는 보스니아 내전, 코소보 전쟁, 아프가니스탄 전쟁, 대 IS 군사 개입 등이 있다.

## 생애
비커는 델멘호스트에서 태어나 1974년 독일 연방방위군에 입대했다. 그는 육군의 포병과로 들어가 장교 훈련을 받았다. 그는 독일 연방방위군 뮌헨 대학교에서 측지학을 공부했다. 이후 그는 빌데스하우젠에서 기갑포병대대 장교로 복무했다. 1989년 그는 함부르크의 독일 연방방위군 군사학교에서 공부했으며 캔자스주 포트 리븐워스의 미국 육군지휘참모대학교에서 참모 교육을 받았다. 독일로 귀국한 후 그는 아우구스트도르프의 기갑여단에서 작전 참모를 맡았다.
1993년부터 1996년까지 기갑포병대대의 대대장이 된 이후 비커는 보스니아 헤르체고비나의 IFOR 독일군 파견대의 훈련 및 작전 장교로 파견되었다. 그가 돌아온 후 그는 본에 위치한 독일 국방부 장관의 군사 자문관이 되었다. 1999년 그는 슈베린에 위치한 기갑보병여단을 맡기 전 독일 육군 미래 병력에 대한 재편성 임무를 맡았다. 2001년 5월부터 12월까지 비커는 코소보에서 KFOR 독일군 제3파견대의 사령관과 다국적 여단 남부군 지휘관을 맡았다.
2002년 그는 쾰른에서 육군지도참모부에서 일했고 2004년에는 육군총감이 되었다. 2008년 7월 비커는 뮌스터의 제1독일/네덜란드 군단의 사령관을 맡았다. 2009년 10월 9일부터 비커는 국제안보지원군의 참모총장으로 복무했다. 2009년 12월 18일 독일 국방부 장관 카를테오도어 추 구텐베르크는 비커를 연방방위군 장군총감으로 임명할 의도가 있음을 밝혔다. 그가 2010년 1월 19일에 4성 장군으로 진급한 지 이틀 후 비커는 공식적으로 장군총감이 되었다.